# 인민진보당 (가이아나)
인민진보당(영어: People's Progressive Party, PPP)은 가이아나의 좌파 정당이다. 현재는 도널드 라모타르가 당을 이끌고 있다. 가이아나 국회에서 65석 가운데 32석을 차지하고 있으며 1992년부터 2015년까지 여당으로 있었다.